# Liste der Monuments historiques in Esnandes
Die Liste der Monuments historiques in Esnandes führt die Monuments historiques in der französischen Gemeinde Esnandes auf.

## Liste der Bauwerke
| Bezeichnung      | Beschreibung                  | Standort | Kennzeichnung | Schutzstatus | Datum | Bild           |
| ---------------- | ----------------------------- | -------- | ------------- | ------------ | ----- | -------------- |
| Kirche St-Martin | Erbaut im 12./13. Jahrhundert | (Lage)   | PA00104683    | Classé       | 1840  | weitere Bilder |

## Liste der Objekte

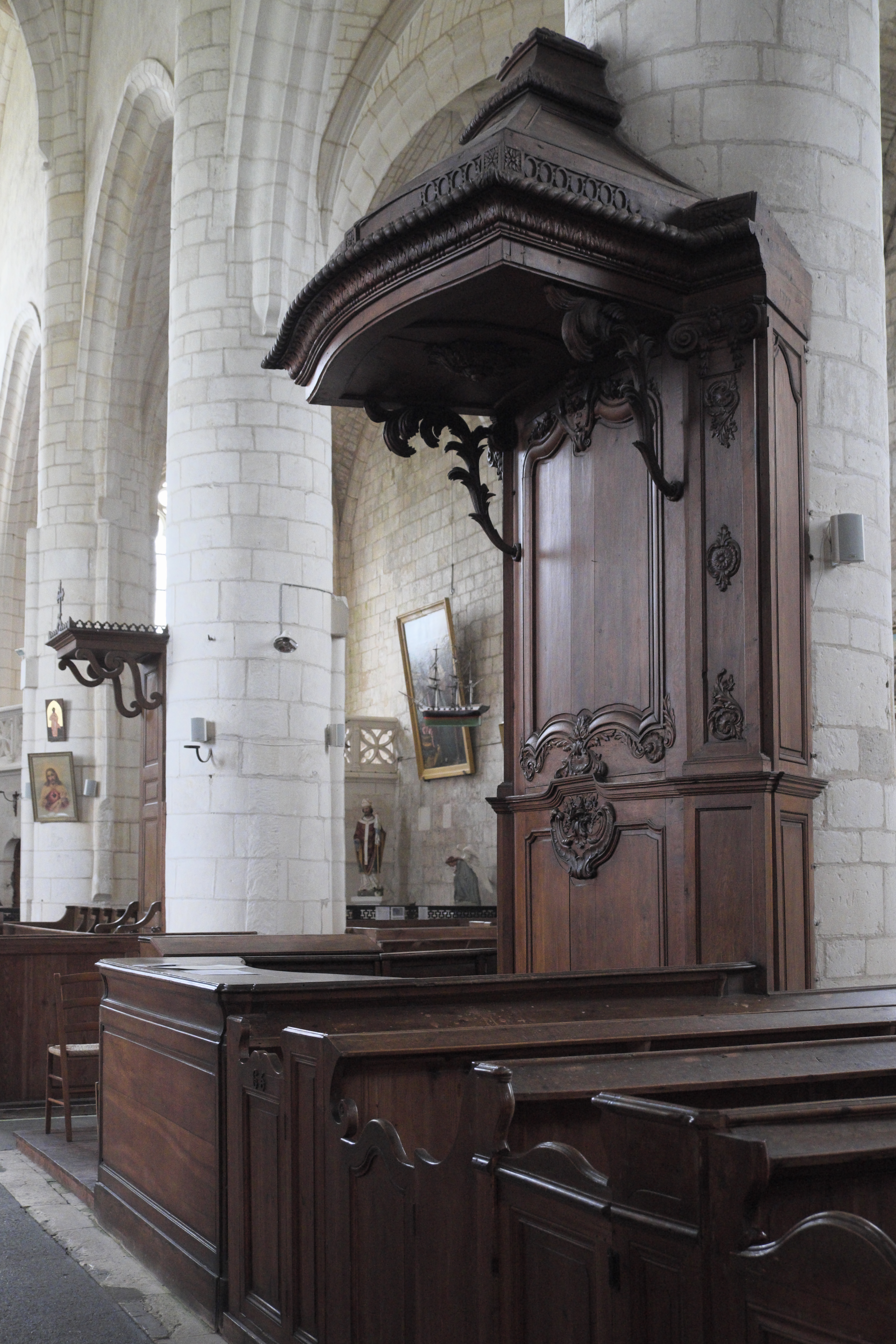
Bank des Kirchenvorstandes (Ende des 18. Jahrhunderts)

- Monuments historiques (Objekte) in Esnandes in der Base Palissy des französischen Kultusministeriums

Siehe auch: Kanzel (Esnandes)